# Raoul Bova
Raoul Bova (Roma, 14 de agosto de 1971) es un actor italiano.

## Biografía
Raoul Bova nació el 14 de agosto de 1971 en Roma (Italia) en una familia de orígenes no romanos, su padre calabrés es un importante funcionario de la compañía Alitalia y su madre napolitana es ama de casa. A sus cortos 16 años se convirtió en campeón de natación, y a los 21 años se unió a la Armada Italiana. Luego de diplomarse en el instituto Jean-Jacques Rousseau, se matriculó en el ISEF,el Instituto de Educación Física Italiano, pero finalmente abandonó sus estudios en el mismo para convertirse en actor.
Se formó en esta disciplina en la escuela de Beatrice Bracco y posteriormente estudió con Michael Margotta.
Alterna éstos con su carrera deportiva en natación, ganando con el club SS Lazio de Roma, a los 16 años, el campeonato italiano juvenil en las pruebas de 100 metros dorso masculinas. La carrera deportiva se revela, sin embargo, avara de éxitos, y abandona. Realiza el servicio militar en el cuerpo de Bersaglieri de la infantería italiana, donde asume el cargo de instructor de natación, ante la escuela de suboficiales del ejército. Intentó ingresar en los Carabinieri, la policía militar italiana, pero fue rechazado. Luego estudió interpretación en la escuela de Beatriz Bracco de Roma.
Tiene dos hijos: Alessandro Leon y Francesco. Estuvo casado con Chiara Giordano y es muy celoso con su vida privada, le gusta coleccionar esculturas étnicas talladas en madera y cocinar con su padre. Su número de la suerte es el 14. Muy buen amigo de Giorgio Armani y George Clooney, estudió interpretación con Michael Margotta. Es el yerno de la abogada matrimonialista Annamaria Bernardini de Pace. Tiene una scooter, le gustan los bonsáis y una gran pasión por los animales, razón por la cual tiene dos perros: Jackie y Ofelia. 
Actualmente sale con la actriz y modelo española Rocío Muñoz Morales con quien tiene dos hijas.
En Italia, Raoul Bova es muy conocido por su labor en causas sociales. En 2007 coprotagonizó con otros famosos como Roberto Benigni y Francesco Totti un calendario solidario de la asociación Aipd posando en pareja con jóvenes con síndrome de Down. También ha estado presente varias veces en el 'Derby del Corazón', partido de fútbol entre la Roma y la Lazio a favor de entidades benéficas y asociaciones de voluntariado. Su perfil social se completa con la creación de la Fundación Capitán Último contra la criminalidad organizada. El 15 de octubre de 2010, Raoul Bova fue nombrado Embajador de Buena Voluntad de la Organización de las Naciones Unidas para la Agricultura y la Alimentación (FAO).

## Cinematografía
Su primer papel fue en Una storia italiana (1992), miniserie de la cadena italiana Rai 1, y su debut en el cine fue con Piccolo grande amore (1993). En poco tiempo se convirtió en una estrella en Italia, pero cansado de ser un "sex symbol" quiso demostrar su talento al participar en películas un poco más complejas como Rewind (1998), un thriller donde interpretó a un terrorista, I cavalieri che fecero l'impresa (2001), donde asume el papel de un noble medieval cuya alma es poseída por el diablo, o La frontiera (1996), un drama donde encarna a un oficial austriaco.
Pero, sin duda, su personaje más complejo e introvertido vino bajo la dirección de Ferzan Özpetek en La ventana de enfrente (2003) al interpretar a Lorenzo. Con este personaje, Bova pasó de ser un icono sexual más del cine italiano a convertirse en un respetado actor y ello extrañamente supuso su trampolín a Hollywood.
En Estados Unidos, Bova trabajó en Bajo el sol de la Toscana (2003) y formó parte del elenco principal de AVP: Alien vs Predator (2004). Pero, amante y devoto de su tierra, regresó a Italia para continuar con su carrera profesional tras la experiencia estadounidense.
En cada uno de sus siguientes trabajos demostró su versatilidad e interés por cada uno de sus personajes: La fiamma sul ghiaccio (2006), Milano-Palermo: il ritorno (2007), Aspettando il sole (2008), Baarìa (2009), La bella società (2010), Perdona si te llamo amor (2008) y La nostra vita (2010).

## Trayectoria

### Cine
- Task Force 45 - Fuoco Amico (2016)
- All Roads Lead to Rome (2016)
- Sei mai stata sulla luna?, director Paolo Genovese (2015)
- Scusate se esisto, director Riccardo Milani (2014)
- Buongiorno papà, director Edoardo Leo (2012)
- Viva l'Italia, director Massimiliano Bruno (2012)
- Graffiti, director Alexis Sweet (2012)
- Amore nero, director Raoul Bova (2012)
- Immaturi - Il viaggio, director Paolo Genovese (2011)
- Nessuno mi può giudicare, director Massimiliano Bruno (2010)
- The Tourist, director Florian Henckel von Donnersmarck (2010)
- Immaturi, director Paolo Genovese (2010)
- Ti presento un amico, director Carlo Vanzina (2009)
- La nostra vita, director Daniele Luchetti (2009)
- Perdona pero quiero casarme contigo, director Federico Moccia (2009)
- Sbirri, director Roberto Burchielli (2008)
- 15 Seconds, director Gianluca Petrazzi (2008)
- La bella società, director Gianpaolo Cugno (2008)
- Baaria - La porta del vento, director Giuseppe Tornatore (2008)
- Perdona si te llamo amor, director Federico Moccia (2008)
- Aspettando il sole, director Ago Panini (2008)
- Ti stramo, director Pino Insegno (2008)
- Milano Palermo - il ritorno, director Claudio Fragasso (2007)
- Io, l’altro, director Mohsen Melliti (2006)
- Karol: Un hombre que se hizo Papa, director Giacomo Battiato (2005)
- Stasera lo faccio, director Alessio Gelsini Torresi (2005)
- La fiamma sul ghiaccio, director Umberto Marino (2004)
- Alien vs. Predator, director Paul W. S. Anderson 2004
- Under the Tuscan sun, director Audrey Wells (2003)
- La finestra di fronte, director Ferzan Ozpetek (2003)
- Avenging Angelo, director Martin Burke (2002)
- 2I cavalieri che fecero l’impresa, director Pupi Avati (2000)
- Terra bruciata, director Fabio Segatori (1998)
- Rewind, director Sergio Gobbi (1997)
- Coppia omicida, director Claudio Fragasso (1997)
- Il sindaco, director Ugo Fabrizio Giordani (1996)
- La frontiera, director Franco Giraldi (1996)
- Ninfa plebea, director Lina Wertmuller (1996)
- La lupa, director Gabriele Lavia (1996)
- Palermo Milano solo andata, director Claudio Fragasso (1995)
- Piccolo grande amore, director Carlo Vanzina (1993)
- Cominciò tutto per caso, director Umberto Marino (1993)
- Mutande pazze, director Roberto D'Agostino (1992)

### Televisión
•Emily en Paris (2024)
- Don Matteo (2022)
- Buongiorno, mamma! (2021)
- Giustizia per tutti (2020)
- Made in Italy (2019)
- La Reina del Sur (2019)[1]
- Ultimo 5 – Caccia ai Narcos (2018)
- Los Medici: señores de Florencia (2018)
- Fuoco amico: Tf45 - Eroe per amore (2016)
- Angeli – Una storia d'amora (2014)
- El cielo esperará (2013)
- Come un delfino (2012)
- Último - L'occhio del falco, Director:  Michele Soavi (2011)
- Treasure Guard, Director: B.Mac Donald (2010)
- Come un delfino, Director: Stefano Reali (2010)
- Intelligence, Director: Alexis Sweet (2008)
- The company, Director: Mikael Salomon (2007)
- Nassiriya, Director: Michele Soavi (2006)
- What about Brian, Por: Dana Stevens (2006)
- Attacco allo stato, Director: Michele Soavi (2005)
- Karol, Director: Giacomo Battiato (2004)
- Último 3, Director: Michele Soavi (2003)
- Madame, Director: J.D. Verhaeghe (2002)
- Francesco, Director: Michele Soavi (2002)
- Francesca e Nunziata, Director: Lina Wertmuller (2002)
- Il testimone, Director: Michele Soavi (2001)
- Último 2, Director: Michele Soavi (1999)
- Último, Director: Stefano Reali (1998)
- La piovra 9, Director: Giacomo Battiato (1997)
- La piovra 8, Director: Giacomo Battiato (1997)
- Il quarto re, Director: Stefano Reali (1996)
- La piovra 7, Director: Luigi Perelli (1994)
- Una storia italiana, Director: Stefano Reali (1991)

### Teatro
- Macbeth clan, Angelo Longoni (1998)
- Messico e nuvole, Bruno Montefusco (1994)
- Animali a sangue freddo, Francesco Apolloni (1993)

### Radio
- Rodolfo Valentino Idalberto Fei (2004)

### Producción
- My Heaven will Wait (2013)
- Come un delfino la serie (2012)
- Graffiti, Alexis Sweet (2012)
- Amore nero, Raoul Bova (2011)
- Come un delfino, Stefano Reali (2010)
- Sbirri, Roberto Burchielli (2008)
- 15 Seconds, Gianluca Petrazzi (2008)
- Milano Palermo - il Ritorno, Claudio Fragasso (2007)
- Io, l’altro, Mohsen Melliti (2006)